# جون ك. ديفيز
جون ك. ديفيز (بالإنجليزية: John C. Davies)‏ هو محامي وسياسي أمريكي، ولد في 1857 في أوتيكا في الولايات المتحدة، وتوفي في 11 يناير 1925. حزبياً، نشط في الحزب الجمهوري. وقد انتخب عضو جمعية ولاية نيويورك.